# Leptoseris explanata
Espèce
Leptoseris explanata est une espèce de coraux de la famille des Agariciidae.